# آدم باك (عالم)
آدم باك (بالإنجليزية: Adam Back)؛ (مواليد يوليو 1970) هو عالم تعمية وسايفربانك بريطاني، شارك في تأسيس شركة بلوك ستريم عام 2014، وهو الرئيس التنفيذي لها، اخترع هاش كاش الذي يستخدم في عملية تعدين البيتكوين.

## حياته
ولد في لندن، إنجلترا، في يوليو 1970، قام بتعليم نفسه بيسيك، وقضى وقته في الهندسة العكسية لألعاب الفيديو، وإيجاد مفاتيح فك التعمية في حزم البرامج، وأكمل مستويات متقدمة في الرياضيات والفيزياء والاقتصاد، حصل على دكتوراه في علوم الحاسوب في الحوسبة الموزعة من جامعة إكستر، أصبح مهتمًا بتعمية بي جي بي والعملات الرقمية وأجهزة إعادة الإرسال، بعد التخرج أمضى آدم حياته المهنية كمستشار في الشركات الناشئة والشركات الكبرى في مجال علم التعمية، وكتابة كتب التعمية، والتصميم والمراجعة وكسر بروتوكولات التعمية الخاصة بأشخاص آخرين. تم تعيينه كرئيس تنفيذي لشركة بلوك ستريم في 3 أكتوبر 2016.

## روابط خارجية
- الموقع الرسمي